# Károly Mikes
Károly Mikes (20 ottobre 1913 – 8 gennaio 1986) è stato un calciatore ungherese, di ruolo attaccante.

## Carriera

### Nazionale
Ha collezionato 1 presenza con la maglia della Nazionale.